# گای الیور-واتس
گای الیور-واتس (انگلیسی: Guy Oliver-Watts) بازیگر و خواننده اهل انگلستان است.
از فیلم‌ها یا مجموعه‌های تلویزیونی که وی در آن‌ها نقش داشته‌است، می‌توان به نظریه همه‌چیز، ویکتوریا، بازی تاج‌وتخت، بیست و یک، پوآرو و تحریک اشاره نمود.